# Strihovce
Strihovce – wieś (obec) na Słowacji położona w kraju preszowskim, w powiecie Snina. Pierwsze wzmianki o miejscowości pochodzą z roku 1635.
Według danych z dnia 31 grudnia 2012, wieś zamieszkiwały 153 osoby, w tym 79 kobiet i 74 mężczyzn.
W 2001 roku rozkład populacji względem narodowości i przynależności etnicznej wyglądał następująco:
- Słowacy – 87,76%
- Rusini – 8,67%
- Ukraińcy – 3,57%

Ze względu na wyznawaną religię struktura mieszkańców kształtowała się w 2001 roku następująco:
- Katolicy rzymscy – 0,51%
- Grekokatolicy – 97,45%
- Prawosławni – 2,04%